# Unión Renovadora Asturiana
La Unión Renovadora Asturiana (URAS) fue un partido político asturianista de centroderecha de Asturias.
Fue fundado el 2 de diciembre de 1998 por el entorno de Sergio Marqués cuando era presidente del Principado de Asturias, como consecuencia de las diferencias de criterio del que por entonces era su partido, el Partido Popular asturiano. Debido a ello gobernó en minoría hasta el fin de su legislatura en 1999.
En las elecciones municipales y autonómicas de 1999 se convirtió en la cuarta fuerza política asturiana. Obtuvo 44261 votos (7,2 %) en los comicios autonómicos, lo que se tradujo en 3 diputados en la Junta General del Principado (2 por la circunscripción central, Sergio Marqués y Leonardo Verdín; y 1 por la occidental, Juan Carlos Guerrero) y 36.036 votos (5,9%) en los municipales, lo que se tradujo en 83 concejales.
Sin embargo, muchos de sus dirigentes fueron retornando a las filas del PP, y en las elecciones de 2003, no consiguió representación autonómica en la JGPA y redujo su representación municipal a 29 concejales.
URAS formalizó una coalición con el Partíu Asturianista para las elecciones locales y autonómicas de 2007, bajo el nombre de Unión Asturianista. La presidencia de la coalición sería rotativa, comenzando por Sergio Marqués. En las elecciones locales, la coalición obtuvo 11 527 votos (1,95 %) y 11 concejales. En las autonómicas 13.338 votos (2,2 %), sin conseguir ningún escaño, faltándole 2736 votos para alcanzarlo en la circunscripción central de Asturias.
En noviembre de 2007 Sergio Marqués anunció su retirada de la presidencia del partido y en un congreso ordinario Javier López Alonso (hasta entonces vicesecretario de la Circunscripción Central y presidente local de Siero) fue elegido presidente.

## Resultados electorales

### Junta General del Principado de Asturias
| Elecciones | Candidato               | Votos       | %    | Diputado(s) | +/- | Gobierno           |
| ---------- | ----------------------- | ----------- | ---- | ----------- | --- | ------------------ |
| 1999       | Sergio Marqués          | 44.261 (#4) | 7,14 | 3/45        |     | Oposición          |
| 2003       | Sergio Marqués          | 17.552 (#4) | 2,84 | 0/45        | 3   | Extraparlamentario |
| 2007a      | Sergio Marqués          | 13.314 (#4) | 2,22 | 0/45        |     | Extraparlamentario |
| 2011a      |                         | 2.953 (#10) | 0,51 | 0/45        |     | Extraparlamentario |
| 2012       | Javier López Alonso     | 444 (#13)   | 0,08 | 0/45        |     | Extraparlamentario |
| 2015       | José Manuel Suárez Mata | 249 (#17)   | 0,05 | 0/45        |     | Extraparlamentario |

a En coalición con PAS.

### Elecciones Generales
| Elecciones | Votos       | %    | Diputado(s) |
| ---------- | ----------- | ---- | ----------- |
| 2000       | 13.360 (#4) | 2,05 | 0/9         |